# Nymphaea lasiophylla
Nymphaea lasiophylla är en näckrosväxtart som beskrevs av Carl Friedrich Philipp von Martius och Zucc. Nymphaea lasiophylla ingår i släktet vita näckrosor, och familjen näckrosväxter. Inga underarter finns listade i Catalogue of Life.